# Regionalliga Nord (1963-1974)
Ne pas confondre avec la Regionalliga Nord qui fut une ligue de niveau 3 entre 1994 et 2008 et la Regionalliga Nord qui est une ligue de niveau 4 depuis la saison 2008-2009
La Regionalliga Nord fut une des cinq séries qui composèrent la première version de la "Regionalliga", c'est-à-dire le 2e niveau du football allemand, de 1963 à 1974.

## Histoire
Lors de la création de la Bundesliga, en 1963, la "Regionaliga Nord" remplaça l'Oberliga Nord qui avait été instaurée en 1947.
Hiérarchiquement, du début de la saison 1963-1964 à la fin de celle de 1973-1974, elle fut située entre la Bundesliga et les plus hautes séries de chaque subdivisions régionales.
À la fin de la saison 1973-1974, la DFB instaura la 2. Bundesliga. À ce moment, les cinq séries de la Regionnaliga disparurent.
Le terme "Regionalliga" ne refit son apparition qu'à partir de la saison 1994-1995 (voir article détaillé: les Regionalligen). Il s'appliqua alors au 3e niveau du football allemand.

## Composition de le Regionalliga Nord (1963-1974)
Cette série regroupa les clubs localisés dans les Länders (régions allemandes) suivantes : 
- Basse-Saxe
- Brême
- Hambourg
- Schleswig-Holstein

## Formule de la compétition
Entre 1963 et 1974, les séries de la Regionaliga n'eurent aucun montant direct. Les deux promus annuels (pour l'ensemble des cinq séries) furent désignés après un "Tour final pour la montée en Bundesliga".
Dès son instauration en "1963-1964", la Regionalliga Nord qualifia ses deux premiers classés pour le tour final.
Les clubs relégués descendirent dans la plus haute série de leur région.

## Fondateurs de la "Regionalliga Nord"
Ci-dessous, les 18 clubs qui fondèrent la Regionalliga "Nord" en vue de la saison 1963-1964. Cinq d'entre eux furent des promus des divisions régionales inférieures (les équipes sont placées dans l'ordre de leur classement final en Oberliga Nord):
- VfR Neumünster
- FC Holstein Kiel
- FC St-Pauli
- VfL Osnabrück
- VfV Hildesheim
- Hannover Sv 96
- SV Arminia Hannover
- ASV Bergedorf 85
- VfB Oldenburg
- TuS Bremerhaven
- SC Concordia Hamburg
- FC Altona 93
- VfB Lübeck
- HSV Barmbek-Uhlenhorst (venant des Amateurligen)
- SV Friedrichsort (venant des Amateurligen)
- VfL Oldenburg (venant des Amateurligen)
- VfL Wolfsburg (venant des Amateurligen)
- SC Victoria Hamburg (venant des Amateurligen)

## Palmarès
- Les clubs en lettres grasses montèrent en Bundesliga à la suite du tour final.
- Les clubs en lettres italiques ne participèrent pas au tour final.

| Année | Champion                     | Vice-champion      |
| ----- | ---------------------------- | ------------------ |
| 1964  | FC St-Pauli                  | SV Hannover 96     |
| 1965  | Holstein Kiel                | FC St-Pauli        |
| 1966  | FC St-Pauli                  | 1. SC Göttingen 05 |
| 1967  | SV Arminia Hannover          | 1. SC Göttingen 05 |
| 1968  | SV Arminia Hannover          | 1. SC Göttingen 05 |
| 1969  | VfL Osnabrück                | VfB Lübeck         |
| 1970  | VfL Osnabrück                | VfL Wolfsburg      |
| 1971  | VfL Osnabrück                | FC St-Pauli        |
| 1972  | FC St-Pauli                  | VfL Osnabrück      |
| 1973  | FC St-Pauli                  | VfL Osnabrück      |
| 1974  | Braunschweiger TSV Eintracht | FC St-Pauli        |

## Classements dans la "Regionalliga Nord" (1963-1974)
| Symboles      | Significations |
| ------------- | --- |
| 1             | Champion, et qualifié pour le tour final |
| 2             | Vice-champion et qualifié pour le tour final |
| 1             | Champion puis promu en Bundesliga pour la saison suivante via le tour final.                                                                                |
| 2             | Vice-champion puis promu en Bundesliga pour la saison suivante via le tour final.                                                                           |
| xx            | Relégué au niveau inférieur pour la saison suivante |
| en diminution | Relégué depuis la Bundesliga à la fin de cette saison |
| xx            | Retenu pour participer à la 2. Bundesliga à partir de la saison suivante, en plus du champion et vice-champion (si ceux-ci ne montèrent pas en Bundesliga ) |

- Note : Au terme de la saison 1973-1974, les équipes qui ne furent ni promues en Bundesliga, ni retenues pour la 2. Bundesliga composèrent le nouvelle Oberliga Nord au niveau 3 du football allemand. Si le signe "" apparaît en regard d’une équipe pour cette saison, cela signifie qu’elle n’entra pas en Oberliga mais redescendit au niveau 4.

| Clubs                        | 1963/64 | 1964/65 | 1965/66 | 1966/67 | 1967/68 | 1968/69 | 1969/70 | 1970/71 | 1971/72 | 1972/73       | 1973/74       |
| ---------------------------- | ------- | ------- | ------- | ------- | ------- | ------- | ------- | ------- | ------- | ------------- | ------------- |
| Braunschweiger TSV Eintracht |         |         |         |         |         |         |         |         |         | en diminution | 1             |
| Hannover SV 96               | 2       |         |         |         |         |         |         |         |         |               | en diminution |
| FC St-Pauli                  | 1       | 2       | 1       | 5       | 4       | 3       | 4       | 2       | 1       | 1             | 2             |
| VfL Osnabrück                | 6       | 10      | 7       | 7       | 7       | 1       | 1       | 1       | 2       | 2             | 3             |
| SV Arminia Hannover          | 3       | 4       | 6       | 1       | 1       | 5       | 8       | 14      | 14      | 9             | 9             |
| VfL Wolfsburg                | 6       | 9       | 8       | 4       | 3       | 7       | 2       | 9       | 3       | 3             | 4             |
| VfB Lübeck                   | 14      | 11      | 5       | 10      | 9       | 2       | 7       | 3       | 6       | 6             | 16            |
| FC Holstein Kiel             | 5       | 1       | 3       | 3       | 8       | 8       | 3       | 4       | 11      | 7             | 13            |
| TuS Bremerhaven 93           | 12      | 7       | 4       | 15      | 5       | 9       | 6       | 8       | 15      | 14            | 14            |
| 1. SC Göttingen 05           |         | 5       | 2       | 2       | 2       | 4       | 5       | 7       | 5       | 4             | 12            |
| VfB Oldenburg                | 7       | 13      | 12      | 9       | 11      | 13      | 9       | 17      |         | 11            | 6             |
| HSV Barmbek-Uhlenhorst       | 18      |         |         | 14      | 14      | 10      | 10      | 5       | 4       | 5             | 5             |
| Itzehoer SV 09               |         |         | 14      | 12      | 12      | 14      | 12      | 12      | 16      | 16            | 17            |
| SC Concordia Hamburg         | 16      | 9       | 9       | 6       | 13      | 12      | 17      |         |         |               | 10            |
| ASV Bergedorf 85             | 8       | 8       | 11      | 11      | 15      | 11      | 16      |         |         |               |               |
| 1. FC Phönix Lübeck          |         |         |         |         | 6       | 6       | 13      | 13      | 12      | 8             | 19            |
| FC Altona 93                 | 4       | 3       | 10      | 8       | 16      |         |         |         |         |               |               |
| SC Sperber Hamburg           |         |         |         | 13      | 10      | 17      |         | 15      | 17      |               |               |
| Heider SV                    |         |         |         |         |         | 16      |         | 16      | 10      | 13            | 15            |
| TuS Celle FC                 |         |         |         |         |         | 15      | 11      | 10      | 11      | 17            |               |
| TSR Olympia Wilhelmshaven    |         |         |         |         |         |         | 15      | 6       | 8       | 12            | 7             |
| VfV Hildesheim               | 13      | 15      | 15      | 16      |         |         |         |         |         |               |               |
| SC Leu 06 Braunschweig       |         |         |         |         |         |         | 14      | 11      | 7       | 18            |               |
| SC Victoria Hambourg         | 11      | 12      | 17      |         |         |         |         |         |         |               |               |
| SV Friedrichsort             | 15      | 14      | 16      |         |         |         |         |         |         |               |               |
| SV Meppen                    |         |         |         |         |         |         |         | 18      |         | 10            | 8             |
| OSV Hannover                 |         |         |         |         |         |         |         |         | 13      | 15            | 11            |
| VfR Neumünster               | 10      | 16      |         |         |         |         |         |         |         |               |               |
| Bremer SV                    |         |         | 13      | 17      |         |         |         |         |         |               |               |
| VfL Oldenburg                | 17      |         |         |         |         |         |         |         |         |               |               |
| VfR Rasensport 07 Harburg    |         | 17      |         |         |         |         |         |         |         |               |               |
| TuS Haste 01                 |         |         |         |         | 17      |         |         |         |         |               |               |
| Polizei SV Bremen            |         |         |         |         |         |         |         |         | 18      |               |               |
| VfL Pinneberg                |         |         |         |         |         |         |         |         |         |               | 18            |